# Mravnica (Dubrovačko primorje)
Mravnica (1890 és 1948 között Mravinca, korábban Mravinjica) falu Horvátországban, Dubrovnik-Neretva megyében. Közigazgatásilag Dubrovačko primorje községhez tartozik.

## Fekvése
A Dubrovnik városától légvonalban 26, közúton 39 km-re, községközpontjától légvonalban 4, közúton 6 km-re északnyugatra a tengermelléken, a Slanóból Metkovićra menő főút mentén fekszik.

## Története
Mravnica területe már az ókorban lakott volt. Az itt élt első ismert nép az illírek voltak, akik az i. e. 2. évezredtől fogva éltek itt magaslatokon épített erődített településeken és kövekből rakott halomsírokba temetkeztek. Halomsírjaikból egy tucat  található a település határában is. Az illírek i. e. 35-ig uralták a térséget, amikor Octavianus hadai végső győzelmet arattak felettük. A Nyugatrómai Birodalom bukása után 493-tól a keleti gótok uralták a területet. 535-ben Dalmáciával együtt a Bizánci Császárság uralma alá került. A horvátok ősei a 7. században érkeztek Dalmáciába és csakhamar megalapították első településeiket. Ezek elsőként a termékeny mező melletti, ivóvízzel rendelkező helyeken alakultak ki. A Dubrovniki tengermellék hét plébániájával Zahumljéhez tartozott, a zsupán az északnyugatra fekvő Ošljéban székelt egészen az 1241-ben bekövetkezett tatárjárásig. Ezután a zsupán az innen délkeletre fekvő Slanóba települt át és ez a település lett az egész Dubrovniki tengermellék központja. 1399-ben a Dubrovniki tengermellékkel együtt Mravnica területe is a Raguzai Köztársaság része lett, amely 1500 aranydukátért megvásárolta Ostoja bosnyák királytól.
A Raguzai Köztársaság bukása után 1806-ban Dalmáciával együtt ez a térség is a köztársaságot legyőző franciák uralma alá került, de Napóleon bukása után 1815-ben a berlini kongresszus Dalmáciával együtt a Habsburgoknak ítélte. A környező településekhez hasonlóan a lakosság többsége szegénységben élt, megélhetési forrása a mezőgazdaság és az állattartás volt. A településnek 1857-ben 137, 1910-ben 162 lakosa volt. 1918-ban az új szerb-horvát-szlovén állam, majd később Jugoszlávia része lett. A délszláv háború során 1991. október 1-jén kezdődött a jugoszláv hadsereg (JNA) támadása a Dubrovniki tengermellék ellen. Az elfoglalt települést a szerb erők kifosztották és felégették. 1992. májusáig lényegében lakatlan volt. A háború után rögtön elkezdődött az újjáépítés. 1996-ban újabb csapásként földrengés okozott súlyos károkat. 1997-ben megalakult Dubrovačko primorje község, melynek Mravnica is része lett. A településnek 2011-ben 38 lakosa volt, akik főként mezőgazdaságból, állattartásból éltek, a banići plébániához tartoztak.

## Népesség
| Lakosság változása | Lakosság változása | Lakosság változása | Lakosság változása | Lakosság változása | Lakosság változása | Lakosság változása | Lakosság változása | Lakosság változása | Lakosság változása | Lakosság változása | Lakosság változása | Lakosság változása | Lakosság változása | Lakosság változása | Lakosság változása |
| ------------------ | ------------------ | ------------------ | ------------------ | ------------------ | ------------------ | ------------------ | ------------------ | ------------------ | ------------------ | ------------------ | ------------------ | ------------------ | ------------------ | ------------------ | ------------------ |
| 1857               | 1869               | 1880               | 1890               | 1900               | 1910               | 1921               | 1931               | 1948               | 1953               | 1961               | 1971               | 1981               | 1991               | 2001               | 2011               |
| 137                | 164                | 181                | 194                | 189                | 162                | 168                | 148                | 146                | 160                | 144                | 104                | 85                 | 57                 | 45                 | 38                 |

## Nevezetességei
A Kisboldogasszony tiszteletére szentelt temploma a 17. században épült. 1991-ben a délszláv háború során a szerbek, 1996-ban pedig a földrengés rongálta meg. Felújítása és felszentelése 2001-ben történt.

## Gazdaság
A helyi gazdaság a mezőgazdaságon alapul, mellette az állattartás jelentős.